# Frymburk (district de Klatovy)
Pour les articles homonymes, voir Frymburk.
Frymburk (en allemand : Frimburg) est une commune du district de Klatovy, dans la région de Plzeň, en République tchèque. Sa population s'élevait à 114 habitants en 2021.

## Géographie
Frymburk se trouve à 8 km au sud de Horažďovice, à 35 km au sud-est de Klatovy, à 60 km au sud-est de Plzeň et à 106 km au sud-ouest de Prague.
La commune est limitée par Kejnice et Kalenice au nord, par Volenice au nord et à l'est, par Krejnice et Soběšice au sud et par Domoraz et Nezamyslice à l'ouest.

## Histoire
La première mention écrite du village date de 1318. De 1951 à 1991, Frymburk porta le nom de Želenov.

## Administration
La commune se compose de deux sections :
- Damětice
- Frymburk

## Galerie

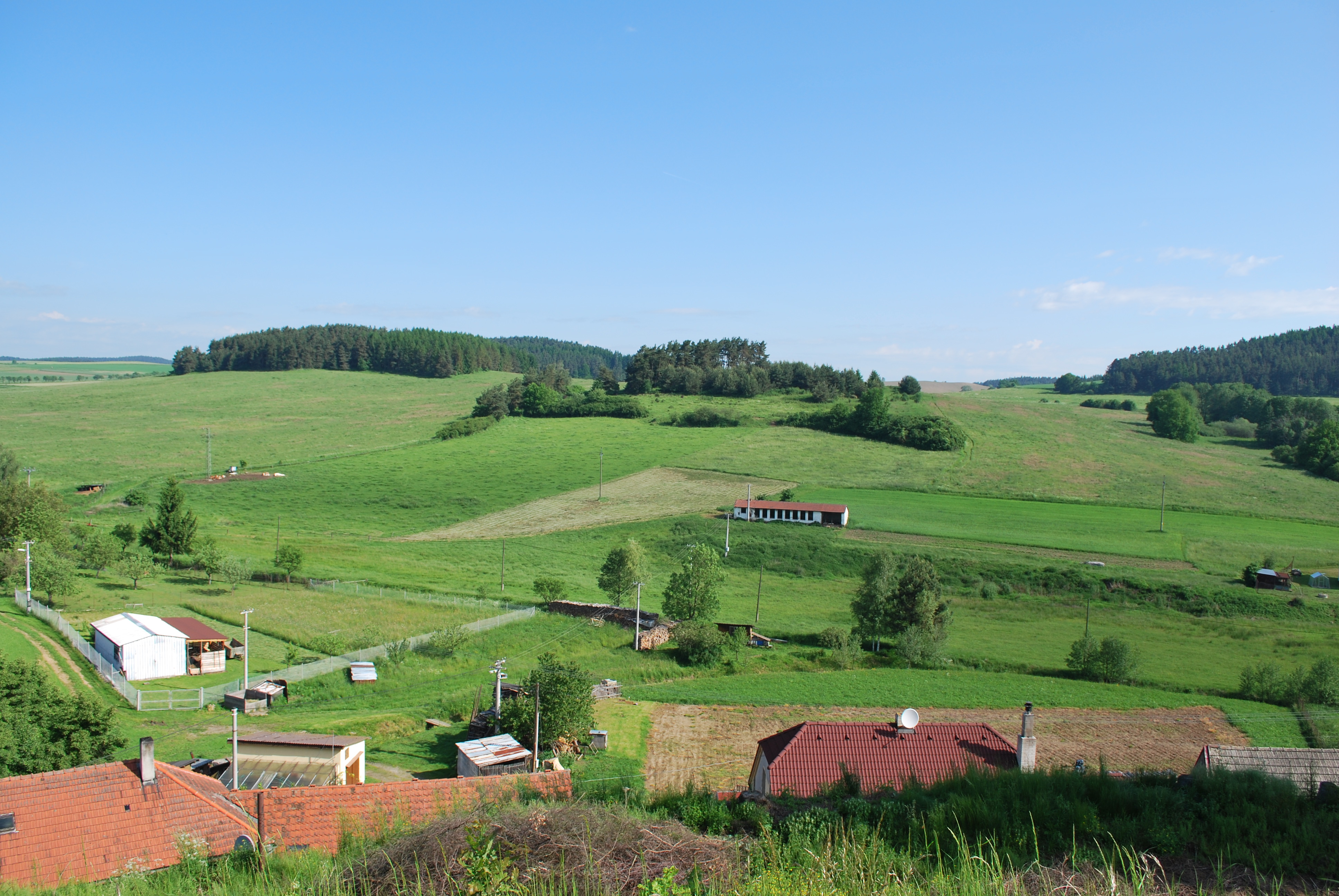
Frymburk : la campagne.
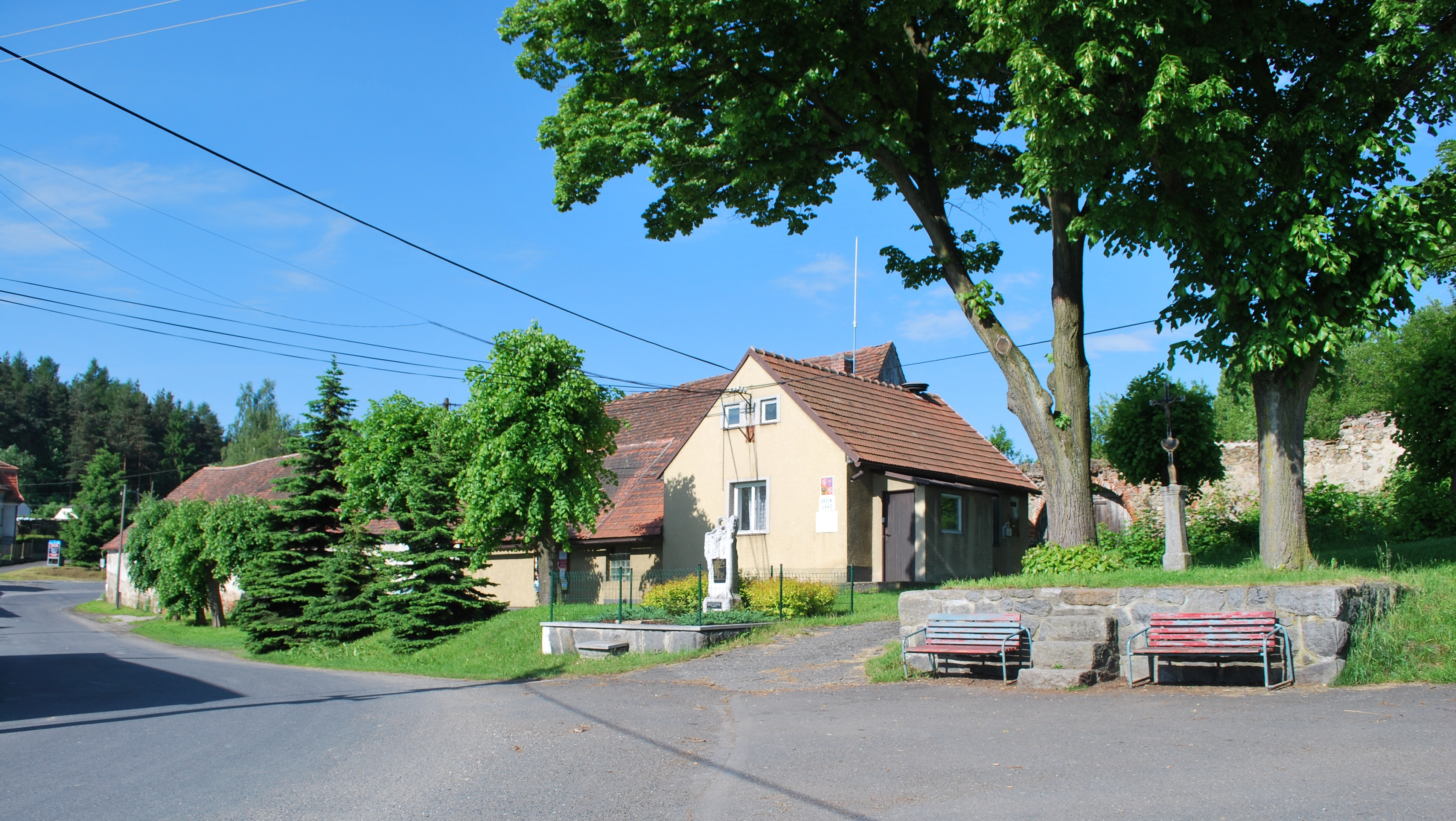
Frymburk : la mairie.

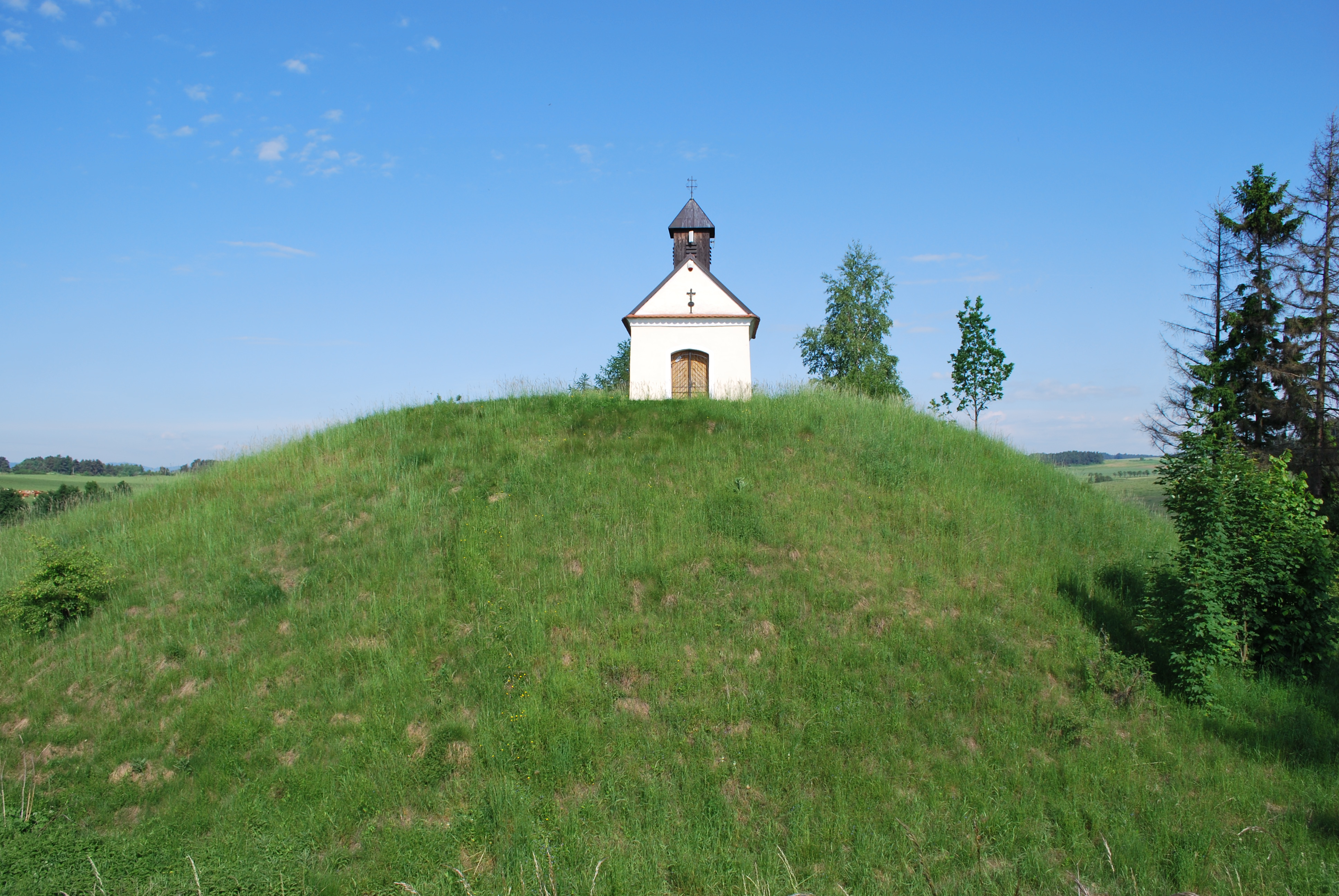
Chapelle Saint-Antoine de Padoue.
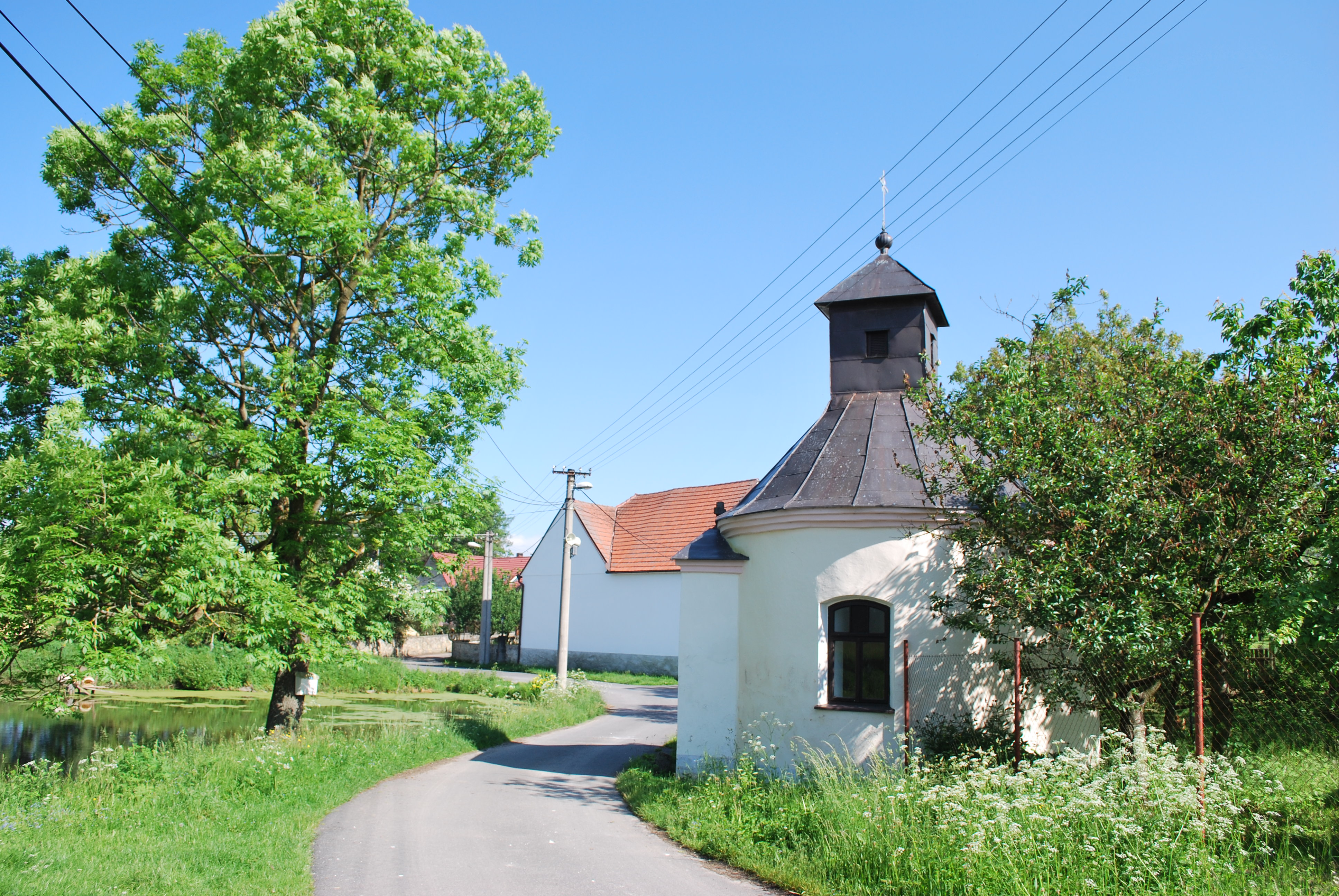
Chapelle à Damětice.

## Transports
Par la route, Frymburk se trouve à 11 km de Horažďovice, à 17 km de Strakonice, à 42 km de Klatovy, à 72 km de Plzeň et à 128 km de Prague.